# Sparks Fly
Sparks Fly – debiutancki album studyjny wydany przez amerykańską aktorkę, piosenkarkę pop i autorkę tekstów Mirandę Cosgrove. O swoich planach dotyczących debiutanckiego albumu po raz pierwszy poinformowała w lipcu 2008 roku, a album został wydany przez wytwórnię Columbia Records w dniu 27 kwietnia 2010 r. Album został poprzedzony singlem "Kissin U", którego współautorem była Cosgrove, Claude Kelly i Dr. Luke, i który został wydany 22 marca 2010 roku. Album sprzedał się w nakładzie 36 000 egzemplarzy w pierwszym tygodniu i wbił się na 8 miejsce na liście Billboard 200.

## Lista utworów
Lista według Discogs:
| 1.  | Kissin U                  | 3:18  |
|     |                           |       |
| 2.  | BAM                       | 2:50  |
|     |                           |       |
| 3.  | Disgusting                | 3:38  |
|     |                           |       |
| 4.  | Shakespeare               | 3:40  |
|     |                           |       |
| 5.  | Hey You                   | 3:56  |
|     |                           |       |
| 6.  | There Will Be Tears       | 3:13  |
|     |                           |       |
| 7.  | Oh Oh                     | 2:53  |
|     |                           |       |
| 8.  | Daydream                  | 3:10  |
|     |                           |       |
| 9.  | Brand New You             | 3:33  |
|     |                           |       |
| 10. | What Are You Waiting For? | 3:35  |
|     |                           |       |
| 11. | Adored                    | 3:32  |
|     |                           |       |
| 12. | Beautiful Mess            | 3:03  |
|     |                           |       |
|     |                           | 40:21 |
|     |                           |       |